# Pilo-Klasse
| Pilo-Klasse          | Pilo-Klasse |
| -------------------- | --- |
| Ippolito Nievo 1929  | |
| Überblick            | |
| Schiffstyp:          | cacciatorpediniere Zerstörer 1929: torpediniere Torpedoboot 1952: dragamine Minensucher                                 |
| Einheiten:           | 8 |
| Bauwerften:          | 6: Odero, Sestri Ponente/Genua 2: Pattison, Neapel                                                                      |
| Kiellegung:          | August 1913 bis Januar 1914                                                                                             |
| 1. Stapellauf:       | 12. November 1914 Francesco Nullo                                                                                       |
| 1. Indienststellung: | 1. Mai 1915 Nullo |
| Einsatz bis:         | 1958 |
| Technische Daten     | |
| Verdrängung:         | 770 ts zuletzt 615 ts Standard 912 ts zuletzt 645 ts maximal                                                            |
| Länge:               | 73,0 m ü.a., 72,5 m pp.                                                                                                 |
| Breite:              | 7,3 m |
| Tiefgang:            | bis 2,7 m |
| Antrieb:             | 4 Thornycroft-Kessel 2 Tosi-Turbinen 16.000 (14800) PS                                                                  |
| Treibstoffvorrat:    | 150 t Öl |
| Geschwindigkeit:     | 30 (29) kn |
| Reichweite:          | 2.000 sm bei 14 kn |
| Besatzung:           | 68–79 |
| Bewaffnung:          | 6 × 76-mm-L/40-Geschütze 4 × 457-mm-Torpedorohre 10 Seeminen                                                            |
| Bewaffnung ab 1921:  | 5 × 102-mm-L/35-Geschütze 2 × 40-mm-L/39-Geschütze 2 × 6,5-mm-L/80-Maschinengewehre 4 × 457-mm-Torpedorohre 10 Seeminen |
| Bewaffnung ab 1941:  | 2 × 102-mm-L/35-Geschütze 6 × 20-mm-Breda-Maschinenkanonen 2 × 457-mm-Torpedorohre 2 × Wasserbomben-Werfer              |
| Bewaffnung ab 1952:  | 1 × 102-mm-L/30-Geschütz 2–4 × 20-mm-Maschinenkanonen 2 Wasserbomben-Werfer                                             |

Die Pilo-Klasse war eine Klasse von acht verhältnismäßig kleinen Zerstörern der italienischen Regia Marina. Sie war die erste von vier in den Jahren von 1913 bis 1919 gebauten Klassen von Booten nahezu gleicher Größe, die sich nur hinsichtlich ihrer Bewaffnung unterschieden. Auf die acht Boote der Pilo-Klasse von 1913 folgten die Sirtori-Klasse von 1916 mit vier Booten, die La-Masa-Klasse von 1916 mit acht Booten und schließlich die Cantore- oder auch Generali-Klasse von 1919 mit sechs Booten. Sie alle verdrängten zwischen 615 und 709 Tonnen (standard), waren 73–73,5 m lang und 7,3 m breit und hatten drei Schornsteine.

Alle vier Klassen wurden am 1. Oktober 1929 zu Torpedobooten umklassifiziert.

## Technische Daten
Die Pilo-Klasse war eine Weiterentwicklung der Indomito-Klasse von 1912, den ersten italienischen Zerstörern mit Turbinen-Antrieb, durch die Werft Odero. Ihre Hauptartillerie war von einheitlichem Kaliber, und die Reichweite war durch eine größere Bunkerkapazität erhöht. Sieben Boote der Klasse wurden 1913 auf Kiel gelegt, das achte im Januar 1914. Sechs Boote wurden bei Cantieri Odero in Sestri Ponente gebaut, die beiden anderen bei Cantieri Pattison in Neapel. Die Indienststellung erfolgte in den Monaten Mai 1915 bis Januar 1916.
Die Boote waren 73,0 m lang (72,5 m in der Wasserlinie) und 7,3 m breit und hatten maximal 2,7 m Tiefgang. Ihre Wasserverdrängung betrug 770 t (standard) und 912 t (maximal). Die Maschinenanlage bestand aus vier ölbefeuerten Thornycroft-Kesseln und zwei Tosi-Dampfturbinen, die 16.000 PS lieferten; bei der Antonio Mosto und der Francesco Nullo, die bei der Cantiere Pattison in Neapel gebaut worden waren, waren es lediglich 14.800 PS. Die Schiffe hatten zwei Wellen. Die Höchstgeschwindigkeit bei Indienststellung war 30 Knoten (bei der Antonio Mosto und der Francesco Nullo waren es 29 Knoten), war jedoch zu Beginn des Zweiten Weltkriegs auf nur noch 25 Knoten gesunken. Die Bunkerkapazität betrug 150 Tonnen Öl, die Reichweite 1200 Seemeilen bei einer Marschgeschwindigkeit von 14 Knoten. Die Besatzung zählte 69 bis 79 Mann.

### Bewaffnung
Die Einheiten der Pilo-Klasse waren ursprünglich mit sechs 76-mm-L/40-Kanonen-M.1897 von Ansaldo  und vier einzelnen Torpedorohren bewaffnet. Von den Kanonen waren zwei zur Luftabwehr vorgesehen. Dazu konnten die Schiffe bis zu zehn Seeminen tragen.

Nach dem Ersten Weltkrieg wurden die 76-mm-Geschütze gegen fünf 102-mm-L/35-Kanonen-M.1914 Schneider-Armstrong bis 1925 getauscht. Dazu kamen zwei 40-mm-Kanonen-L/40 von Vickers-Terni zur Flugzeugabwehr und zwei 6,5-mm-Mannlicher-Carcano-MGs (umgerüstete Colt-Browning M1895) an Bord.

Ab Oktober 1929 wurden die Einheiten der Pilo-Klasse und die vorgenannten ähnlichen Klassen als Torpedoboote klassifiziert.
1941/42 wurde die Bewaffnung der fünf noch verbliebenen Boote der Pilo-Klasse modifiziert, indem die Anzahl der 10,2-cm-Geschütze und Torpedorohre zugunsten verstärkter Flak-Bewaffnung reduziert wurde. Sie bestand dann aus zwei 10,2-cm-Kanonen und sechs 20-mm-L/65-Flak von Breda sowie zwei 45-cm-Torpedorohren und zwei Wasserbombenwerfern.
Drei Boote überstanden den Krieg. Die Rosolino Pilo wurde 1954 ausgemustert und abgewrackt. Die Giuseppe Cesare Abba und die Antonio Mosto wurden 1953 als Schnelle Minensucher umklassifiziert und entsprechend umgerüstet.
Mit zwei Booten der La Masa-Klasse wurden sie als Giuseppe Cesare Abba-Klasse bezeichnet. Die Bewaffnung der noch im Dienst verbliebenen Boote bestand aus einem 102-mm-L/30-Geschütz und zwei (später vier) 20-mm-Oerlikon-Maschinenkanonen sowie zwei Wasserbomben-Werfern. Dazu besaßen diese Boote nun Radar und ein Minenräumgeschirr.

## Einsatzgeschichte
Als Italien am 24. Mai 1915 auf Seiten der Entente Weltkriegsteilnehmer wurde, war die Francesco Nullo als erstes Boot der Klasse gerade einige Wochen im Dienst beim 1. Zerstörergeschwader in Brindisi neben Animoso, Audace, Ardente, Ardito. Diese Zerstörer waren zwischen 1912 und 1914 bei Orlando in Livorno entstandene Varianten der Indomito-Klasse.
Bis zum Jahresende kamen mit Rosolino Pilo, Giuseppe Cesare Abba, Antonio Mosto, Ippolito Nievo und Simone Schiaffino noch fünf weitere Boote der Klasse in Dienst.

### 1915
Am 6. August 1915 rammte Pilo das österreich-ungarische U-Boot SM U 12 im Golf von Venedig. Das schwerbeschädigte U-Boot sank zwei Tage später nach einem Minentreffer mit der gesamten Besatzung; U 12 war das erste k.u.k. U-Boot, das im Krieg verloren ging.

Am 12. August 1915 wurde das SM U 3 nach einem erfolglosen Torpedoangriff vom italienischen Hilfskreuzer Città di Catania (1910, 3355 BRT) östlich von Brindisi gerammt und am Sehrohr beschädigt. Tauchunfähig versuchte U 3 in Richtung dalmatinische Küste zu entkommen. Die alarmierten Zerstörer Abba, Mosto und die französische Bisson suchten das U-Boot in drei Sektoren. U 3 wurde am Nachmittag des 13. August von der Bisson entdeckt und durch Artilleriefeuer versenkt, da der Kommandant eine Kapitulation ablehnte. Die italienischen Zerstörer trafen erst nach der Versenkung ein.
Am 6. Dezember 1915 gehörte die im Oktober in Dienst gekommene Nievo unter dem Kommando des Prinzen Ferdinando di Savoia (1884–1963) zur Sicherung eines Truppentransports von Tarent nach Valona mit den Scouts Quarto und Guglielmo Pepe, dem Hilfskreuzer Città di Catania, den Minenlegern Partenope und Minerva, dem Zerstörer Borea sowie den Schwesterschiffen Abba und Nullo. Auf vier Transportern wurden 6700 Mann mit 1200 Tieren überführt.

In der Nacht zum 12. Dezember geleitet die im November in Dienst gekommenen Schiaffino  mit der Ardito zwei Transporter mit Versorgungsgütern von Brindisi nach Durazzo, die von den Zerstörern nach Entladung auch zurückbegleitet wurden.
Um Mitternacht am 28. Dezember 1915 verließen der Rapidkreuzer Helgoland und fünf Zerstörer der Tátra-Klasse Kotor. Gegen 2.30 Uhr trafen sie auf das französische U-Boot Monge und versenkten es.
Vier Zerstörer beschossen Durazzo, um den Rückzug der italienischen Truppen Richtung Vakona zu verhindern.
Da sie jedoch von zwei Geschützen außerhalb der Stadt gezielt beschossen wurden, zogen sie sich zusammen zurück und gerieten dabei in ein Minenfeld. Der Zerstörer Lika sank, die Triglav wurde schwer beschädigt und von der Tatra in Schlepp genommen. Unter dem Schutz von Helgoland und den Zerstörern Csepel und Balaton zogen sich die Österreicher in Richtung Kotor zurück.
Als die Nachricht von dem feindlichen Angriff Brindisi erreichte, liefen die Kreuzer Dartmouth, Quarto, Nino Bixio und Weymouth mit fünf französischen und vier italienischen Zerstörern (Abba, Pilo, Mosto, Nievo der Pilo-Klasse) aus, um den Rückzug der österreichischen Marine-Gruppe zu verhindern. Um 13:00 Uhr sichteten Dartmouth, Quarto und die französischen Zerstörer die Österreicher, die nun die schwerbeschädigte Triglav aufgaben und Richtung Westen zu entkommen suchten. Unter Ausnutzung der Dunkelheit liefen Helgoland und die drei Zerstörer dann nach Nordwesten bis vor Bari und entkamen dann nach Sebenico.

### 1916
Im Jahr 1916 sicherten die Zerstörer der Pilo-Klasse zusammen mit anderen italienischen und französischen Zerstörern und britischen Kreuzern Geleitzüge nach Albanien. Außerdem sicherten die Zerstörer Einsätze leichter Einheiten entlang der dalmatinischen Küste.
Am 3. Mai 1916 gingen Nullo und Giuseppe Missori mit den Scouts/esploratori Pepe und Cesare Rossarol der Poeri-Klasse in See, um die Zerstörer Zeffiro und Fuciliere zu sichern, die vor Sebenico eine Minensperre verlegten. vor der Küste entdeckten die sichernden Italiener vier Zerstörer der Huszár-Klasse und sechs K.u.k.-Torpedoboote auf dem Weg nach Pula. Die Italiener versuchten die österreich-ungarischen Boote einzuholen, wehrten die Angriffe von drei Seeflugzeugen ab und gaben die Verfolgung auf, als aus Pula Unterstützung für den verfolgten Verband auslief. Nach ähnlichem Muster liefen viele Vorstöße der italienischen Zerstörer ab, deren Geschwindigkeit selten genügte, um feindliche Einheiten vor dem Eingreifen von Verstärkungen zu stellen.
Am 2. August 1916 gelangt es dem britischen Kreuzer  Liverpool, dem italienischen Kreuzer Nino Bixio und den italienischen Zerstörern Nievo, Pilo, Abba, Mosto, Ardente und Indomito die österreich-ungarische Kampfgruppe zu stellen, die Molfetta beschossen hatten. Nach einem 45-minütiges Feuergefecht konnten die k.u.k. Zerstörer Warasdiner und Wildfang  und der sie sichernden Rapidkreuzer Aspern ohne Schäden oder Verluste entkommen.

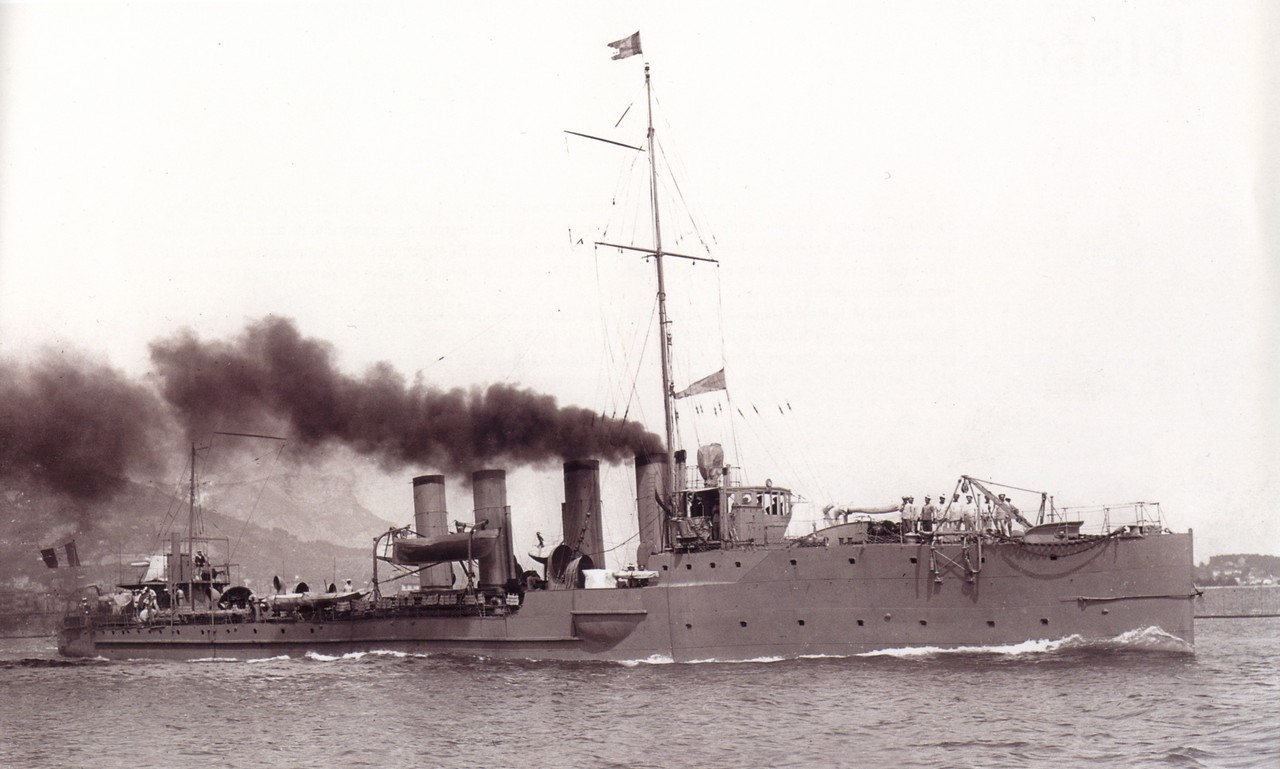
Die französische Bouclier, Typschiff der gleichnamigen Klasse

Am späten Abend des 22. Dezember 1916 verließen Abba, Pilo und Nievo   Brindisi um bei Kap Rodoni vier Zerstörer der Huszàr-Klasse (Scharfschütze, Dinara, Reka und Velebit) zu stellen, die gegen die Otranto-Sperre vorgestoßen waren.
Nach einem Gefecht mit den französischen Zerstörern Casque, Commandant Riviére, Boutefeu, Dehorter und Bory der Bouclier-Klasse sowie der Protet waren die K.u.k.-Zerstörer auf dem Rückweg nach Kotor. Die italienischen Zerstörer fanden die Angreifer nicht, trafen aber auf den französischen Verband. Die Alliierten konnten ihre Manöver nicht richtig koordinieren: Casque kollidierte mit der Abba und die Boutefeu konnte zwar Pilo und Nievo ausweichen, um dann von Abba gerammt zu werden. Die drei beschädigten Schiffe erreichten Brindisi.

### 1917

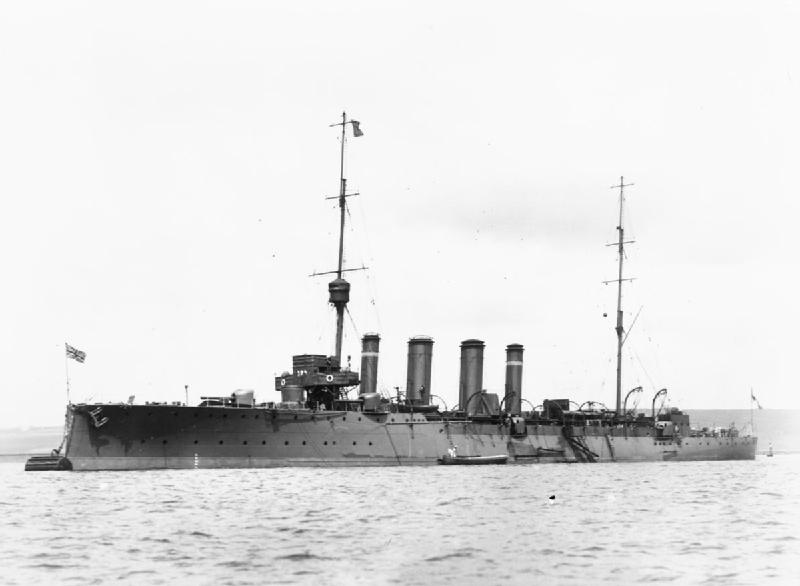
Die Dartmouth, Flaggschiff der Alliierten

Als der Nacht zum 15. Mai 1917 österreich-ungarische Einheiten die Otranto-Sperre angriffen, kam es am Tag zum größten Gefecht zwischen Einheiten der Entente und den sich zurückziehenden Einheiten der k.u.k. Kriegsmarine.
Zu den alliierten Einheiten, die in den frühen Morgenstunden Brindisi verließen, um die Angreifer zu stellen, gehörten neben den britischen leichten Kreuzern Dartmouth und Bristol auch die Pilo, Schiaffino und Mosto der Pilo-Klasse.

Das Verfolgungsgefecht gegen die Rapidkreuzer Saida, Helgoland und Novara wurde von der Dartmouth fast allein geführt, da die französischen und italienischen Zerstörer Mühe hatten, dem britischen Kreuzer und den sich zurückziehenden Österreichern zu folgen und meist auch außerhalb ihrer eigenen Waffenreichweite blieben, um eingreifen zu können. Lediglich die Giovanni Acerbi der Sirtori-Klasse geriet in der Schlussphase in den Feuerbereich der Rapidkreuzer, da sie das Rückzugssignal des italienischen Befehlshabers nicht erkannte.
- weiteres siehe Seegefecht in der Straße von Otranto

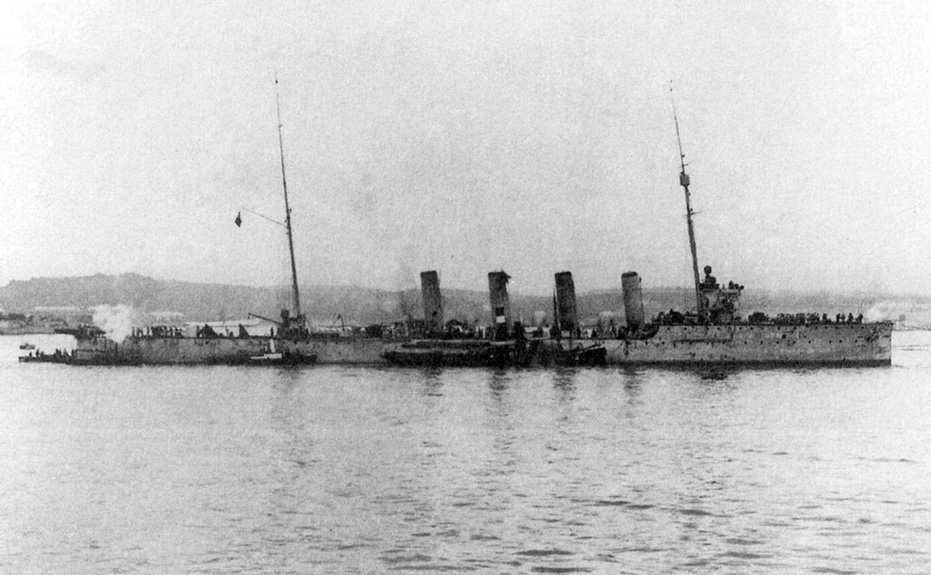
Der Rapidkrezer Helgoland

Am 19. Oktober 1917 kam es noch zu einem ähnlichen Verfolgungsgefecht, als die Helgoland mit sechs Zerstörern erneut einen ähnlichen Vorstoß machte und versuchte, die verfolgenden Alliierten in den Schussbereich zweier U-Boote zu locken. Neben drei britischen Kreuzern, drei französischen Zerstörern und anderen italienischen esploratori und Zerstörern gehörten auch Bronzetti, Pilo, Nievo, Missori und Mosto der Pilo-Klasse zu den Verfolgern, die von auch von österreichischen Flugzeugen angegriffen wurden. Nach Abbruch der ergebnislosen Verfolgung kehrten alle italienischen Einheiten unbeschädigt in ihre Häfen zurück.
Neben diesen Einsätzen waren die in Brindisi stationierten Zerstörer weiterhin in der Konvoisicherung im Einsatz und unterstützten den Einsatz leichter Einheiten und von Flugzeugen gegen feindliche Stützpunkte auf der Ostseite der Adria. Die in Venedig stationierte Giuseppe Cesare Abba war bei ähnlichen Einsätzen in der oberen Adria dabei. Bei den Versuchen, k.u.k.-Einheiten zu stellen, war sie an keinem Gefecht aktiv beteiligt.

### 1918
Im folgenden Jahr unterstützten die Schiffe der Klasse verschiedene Operationen, ohne dass es zu größeren Gefechten mit gegnerischen Einheiten kam. Kurz vor Kriegsende waren die acht Einheiten der Pilo-Klasse auf folgenden Zerstörergeschwader verteilt: zum 1. Geschwader in Venedig gehörten die Abba und Nullo
Ebenfalls in Venedig war das 3. Geschwader mit Missori und Pilo stationiert. Die restlichen Einheiten (Nievo, Mosto, Schiaffino und Bronzetti) gehörten zum 4. Geschwader in Brindisi.
Als am 3. November 1918 der Waffenstillstand mit Österreich-Ungarn unterzeichnet wurde, gehörte die Giuseppe Missori zu den Zerstörern, die sofort Triest für Italien besetzten, das nach den Vereinbarungen zwischen den Alliierten möglicherweise nicht an Italien fallen sollte.
Am gleichen Tag nahm die Abba mit zwei kleinen Torpedobooten das nahe Porec in Besitz, wo die Boote von der überwiegend italienischen Bevölkerung begeistert begrüßt wurde.

Am 5. November gehörten Pilo, Missori und Abba zu den italienischen Einheiten, die im K.u.k. Kriegshafen Pula Trupps von Spezialisten anlandeten, um die Kontrolle über die Schiffe und den Hafen zu übernehmen.
Im November 1918 wurde die Schiaffino um Sebenico zur Sicherung italienischer Interessen eingesetzt und landete ein Detachment auf der Insel Zuri.
Ende des Monats sicherte die Abba den Abtransport österreichischer, deutscher und polnischer Soldaten auf Transportern von Rijeka nach Venedig.

### 1919 bis 1929
Auf italienischer Seite bestand in weiten Teilen eine Unzufriedenheit mit den Ergebnissen des Krieges, für die der Dichter Gabriele D’Annunzio das Wort vom „verstümmelten Sieg“ (vittoria mutilata) prägte. D'Annunzio besetzte im September 1919 mit einer eine Gruppe Freischärler (sogenannten Arditi) und Teilen der regulären italienischen Armee Fiume, was gegen das Waffenstillstandsabkommen verstieß. Am 14. November nutzten d'Annunzio und einige enge Mitarbeiter die Nullo der Pilo-Klasse zu einem Besuch bei dem italienischen Admiral Enrico Millo, dem (selbst ernannten) Gouverneur von Dalmatien, in Zara, der auch die Annexion weiter Teile Dalmatiens befürwortete.
Da die italienische Regierung d'Annunzios Vorstoß nicht sanktionierte, bildete er die Repubblica del Carnaro, deren Staatsoberhaupt er wurde und die viele Formen künftiger faschistischer Staaten vorwegnahm.

Als erstes italienisches Kriegsschiff hatte sich am 7./8. Oktober 1919 der gerade in Dienst gekommene Zerstörer Agostino Bertani den Rebellen angeschlossen. Am 8. Dezember 1919 lief auch die Nullo  nach Fiume und unterstellte sich d'Annunzio.
Mit der Unterzeichnung des Grenzvertrages von Rapallo am 12. November 1920 stellte sich die italienische Regierung gegen eine Annektierung von Fiume und begann mit der Blockade der Stadt. Dabei meuterten in der Nacht zum 7. Dezember 1920 Teile der Besatzungen der Zerstörer Bronzetti der Pilo-Klasse sowie die Espero  und liefen mit ihren Schiffen zu den Rebellen über. D’Annunzio erklärte Italien am 21. Dezember 1920 den Krieg, worauf das Schlachtschiff Andrea Doria den Palast des Diktators beschoss und regierungstreue Truppen in der „Blutigen Weihnacht“ vom 24. Dezember bis zum 30. Dezember 1920 Fiume besetzten und d'Annunzios Republik beendeten.

Im Januar 1921 kehrten die übergelaufenen Zerstörer nach Pula zurück. Sie verloren ihre Namen; diese wurden aus den Flottenlisten gestrichen. Die vier Zerstörer wurden am 16. Januar 1921 mit neuen Namen wieder in Dienst gestellt: Francesco Nullo wurde die Fratelli Cairoli; Pilade Bronzetti  wurde die Giuseppe Dezza (benannt nach Giuseppe Dezza).
Alle Schiffe der Klasse unterzogen sich dann bis 1925 der Umbewaffnung von 76-mm- auf fünf 102-mm-Kanonen, erhielten zwei 40-mm-Maschinenkanonen zur Abwehr von Flugzeugen und verdrängten nach der Umbewaffnung 800 bis 900 Tonnen. Als letzte Einheit wurde die Dezza vom Oktober 1923 bis 1925 im Arsenal von Tarent umgerüstet.
Am Morgen des 6. August 1928 kam es zwischen Porec und Pula zu einem schweren Unfall bei einer Übung der V Flottiglia Cacciatorpediniere mit U-Booten. Das Führungsboot Abba erkannte das angreifende U-Boot F 14, das unter Wasser sehr nah am Verband stand. Die nachfolgende Giuseppe Missori erkannte das U-Boot F-14 zu spät und rammte es. Das U-Boot F 14 sank sofort; keines seiner 27 Besatzungsmitglieder überlebte.
Am 1. Oktober 1929 wurde alle Einheiten der Pilo-Klasse zu Torpedobooten herabgestuft.

### 1930 bis zum Kriegsbeitritt
In den 1930er Jahren blieben die Torpedoboote der Pilo-Klasse im Dienst der italienischen Marine, obwohl diese auch neue Torpedoboote bauen ließ.

Während des Spanischen Bürgerkrieges überprüften Boote der Klasse von Häfen auf Sizilien auch Handelsschiffe in der Straße von Sizilien um festzustellen, ob sie Ladungen für die kriegführenden spanischen Parteien an Bord hatten.
1938 wurde dann die Nievo als erste Einheit der Klasse ausgesondert und verschrottet.
Als Italien sich dann ab Juni 1940 auf Seiten des Deutschen Reichs am Krieg beteiligte, waren die noch vorhandenen sieben Einheiten der Klasse auf drei Torpedoboots-Geschwader verteilt:
Der V Squadriglia Torpediniere in Augusta auf Sizilien waren Abba, Schiaffino und Dezza neben La Farina und dem modernen U-Boot-Jäger Albatros zugeteilt. Die VI Squadriglia Torpediniere in Tarent verfügte über Pilo und Missori neben Stocco und Sirtori.
Von der IX Squadriglia Torpediniere in La Maddalena auf Sardinien wurden Mosto und Cairoli neben den modernen Booten Cassiopea und Canopo eingesetzt. Die Boote wurden für Überwachungsaufgaben und zur Geleitsicherung eingesetzt.

## Verbleib der Boote
Ein Boot, die Ippolito Nievo, wurde bereits 1938 ausgemustert und abgewrackt. Die übrigen, obwohl inzwischen überaltert, versahen im Zweiten Weltkrieg Sicherungs- und Geleitdienste.

### Kriegsverluste
Zwei Boote gingen im Dienst der Regia Marina 1940/41 verloren. Die Fratelli Cairoli (ex Francesco Nullo) lief am 23. Dezember 1940 auf einer Fahrt von Benghazi nach Tripolis  vor Misrata auf eine vom britischen U-Boot Rorqual gelegte Mine und sank. Von den 71 Mann an Bord konnten 43 gerettet werden.
Die Simone Schiaffino lief am 24. April 1941 vor der Küste Tunesiens nahe Cap Bon auf eine italienische Mine und sank innerhalb weniger Minuten. 36 Besatzungsmitglieder überlebten den schnellen Untergang des Bootes.

### Verluste unter deutscher Flagge
Die Giuseppe Dezza (ex Pilade Bronzetti) wurde nach der italienischen Kapitulation Anfang September 1943 von ihrer Besatzung in Fiume selbstversenkt, von der deutschen Kriegsmarine am 16. September 1943 wieder gehoben und nach Reparatur am 9. Juni 1944 als TA 35 in Dienst gestellt. Sie lief am 17. August 1944 zwischen Brijuni und Rovinj im Kanal von Fasana nördlich von Pola auf eine deutsche Mine, brach in zwei Teile und sank sofort; es gab 71 Tote.

Die Giuseppe Missori wurde am 10. September 1943 in Durazzo von der Kriegsmarine beschlagnahmt und als TA 22 in Dienst gestellt, am 25. Juni 1944 bei einem Luftangriff südöstlich von Triest schwer beschädigt und nicht mehr repariert. Am 11. August 1944 außer Dienst gestellt, wurde das zum Teil ausgeschlachtete Boot am 2. Mai 1945 in Muggia bei Triest gesprengt. Das Wrack wurde 1949 verschrottet.

### Letzte Einheiten
Drei Boote überstanden den Krieg und wurden noch von der Marina Militare übernommen. Die Rosolino Pilo wurde 1954 ausgemustert und abgewrackt. Die Giuseppe Cesare Abba und die Antonio Mosto wurden 1953 als Schnelle Minensucher umklassifiziert und entsprechend umgerüstet. Mit zwei Booten der La Masa-Klasse wurden sie als Giuseppe Cesare Abba-Klasse bezeichnet. Die Giuseppe Cesare Abba wurde im September 1958, die Antonio Mosto im Dezember des gleichen Jahres ausgemustert.

## Einheiten der Klasse
| Name & Kennung                                   | Bw | Kiellegung | Stapellauf | in Dienst  | Verbleib |
| ------------------------------------------------ | -- | ---------- | ---------- | ---------- | --- |
| Francesco Nullo 1921: Fratelli Cairoli (CL)      | Pa | 24,09.1913 | 12.11.1914 | 1.05.1915  | Am 23. Dezember 1940 vor Misrata auf von dem britischen U-Boot Rorqual gelegte Mine gelaufen und gesunken |
| Rosolino Pilo (PL) M5336                         | Od | 19.08.1913 | 24.03.1915 | 26.05.1915 | 1954 ausgemustert |
| Giuseppe Cesare Abba (AB) M5330                  | Od | 19.08.1913 | 25.05.1915 | 6.07.1915  | 1953 zum Minensucher umgerüstet, im September 1958 ausgemustert |
| Antonio Mosto (MO, MT) M5335                     | Pa | 9.10.1913  | 20.05.1915 | 7.07.1915  | 1953 zum Minensucher umgerüstet; im Dezember 1958 ausgemustert |
| Ippolito Nievo (NV)                              | Od | 19.08.1913 | 24.07.1915 | 1.10.1915  | Im April 1938 ausgemustert |
| Simone Schiaffino (SF, SH)                       | Od | 12.09.1913 | 11.09.1915 | 7.11.1915  | Am 24. April 1941 vor der Küste Tunesiens auf italienische Mine gelaufen und gesunken |
| Pilade Bronzetti 1921: Giuseppe Dezza (BR), (DZ) | Od | 12.09.1913 | 26.10.1915 | 1.01.1916  | Im September 1943 in Fiume selbstversenkt; von der Kriegsmarine geborgen und am 9. Juni 1944 als TA 35 in Dienst gestellt; am 17. August 1944 nach Minentreffer im Kanal von Fasana bei Pola gesunken                                 |
| Giuseppe Missori (MS)                            | Od | 19.01.1914 | 20.12.1915 | 7.03.1916  | Am 10. September 1943 in Durazzo von der Kriegsmarine in Besitz genommen und als TA 22 in Dienst gestellt; am 25. Juni 1944 bei britischen Fliegerangriff südöstlich von Triest schwer beschädigt; am 2. Mai 1945 in Triest gesprengt |

Od= Cantieri Odero, Sestri Ponente; Pa= Cantieri Pattison, Neapel